# Albert Pobor
Albert Pobor (* 29. Mai 1956 in Novi Grad; † 3. März 2022 in Zagreb) war ein kroatischer Fußballspieler und -trainer.

## Karriere
2004 wurde Pobor beim japanischen Erstligisten Cerezo Osaka als Trainer eingestellt. Von 2008 bis 2009 war er der Trainer des 2. HNL Vereins NK Hrvatski dragovoljac. 2010 wechselte er zu HNK Segesta Sisak. Am Ende der 2. HNL 2009/10 stieg der Verein in die dritte Liga ab. Von 2012 bis 2013 war er der Trainer des 3. HNL Vereins NK Vrbovec. Im 2014 wurde er Trainer von NK Hrvatski dragovoljac.